# Grote Moskee van Salé
De Grote Moskee van Salé is een moskee in Salé, Marokko. Het beslaat een oppervlakte van 5.070 m² en is de derde grootste moskee van het land.

## Geschiedenis
Oorspronkelijk werd het gebouwd tussen 1028 en 1029 en het werd het vergroot en gerestaureerd in 1196. Sindsdien is het verschillende keren verwoest en herbouwd. Het heeft negen bogen.
In 1260 werd Salé bezet door Castiliaanse troepen en werden 3.000 vrouwen, kinderen en ouderen uit de stad verzameld in de moskee en als slaven afgevoerd naar Sevilla. In 1851 werd Salé gebombardeerd door de Franse troepen en werd de moskee zwaar beschadigd.
In de jaren dertig, tijdens het Franse protectoraat in Marokko, werd de moskee gebruikt voor nationalistische bijeenkomsten en was hij zelfs een tijdje gesloten om te voorkomen dat hij zou worden gebruikt als plek waar nationalistische sentimenten werden aangewakkerd.